# Maurell
Maurell (c. 653-c. 665) fou bisbe d'Urgell. Només es té constància documental de la seva assistència als Concilis de Toledo vuitè (653) i novè (655).